# 1989–1990 United States Tour
1989/1990 United States Tour – cykl koncertów jakie amerykański zespół Alice in Chains dał na terenie Stanów Zjednoczonych w okresie od 10 lutego 1989 do 18 stycznia 1990. Łącznie liczył on 36 występów.

## Opis trasy

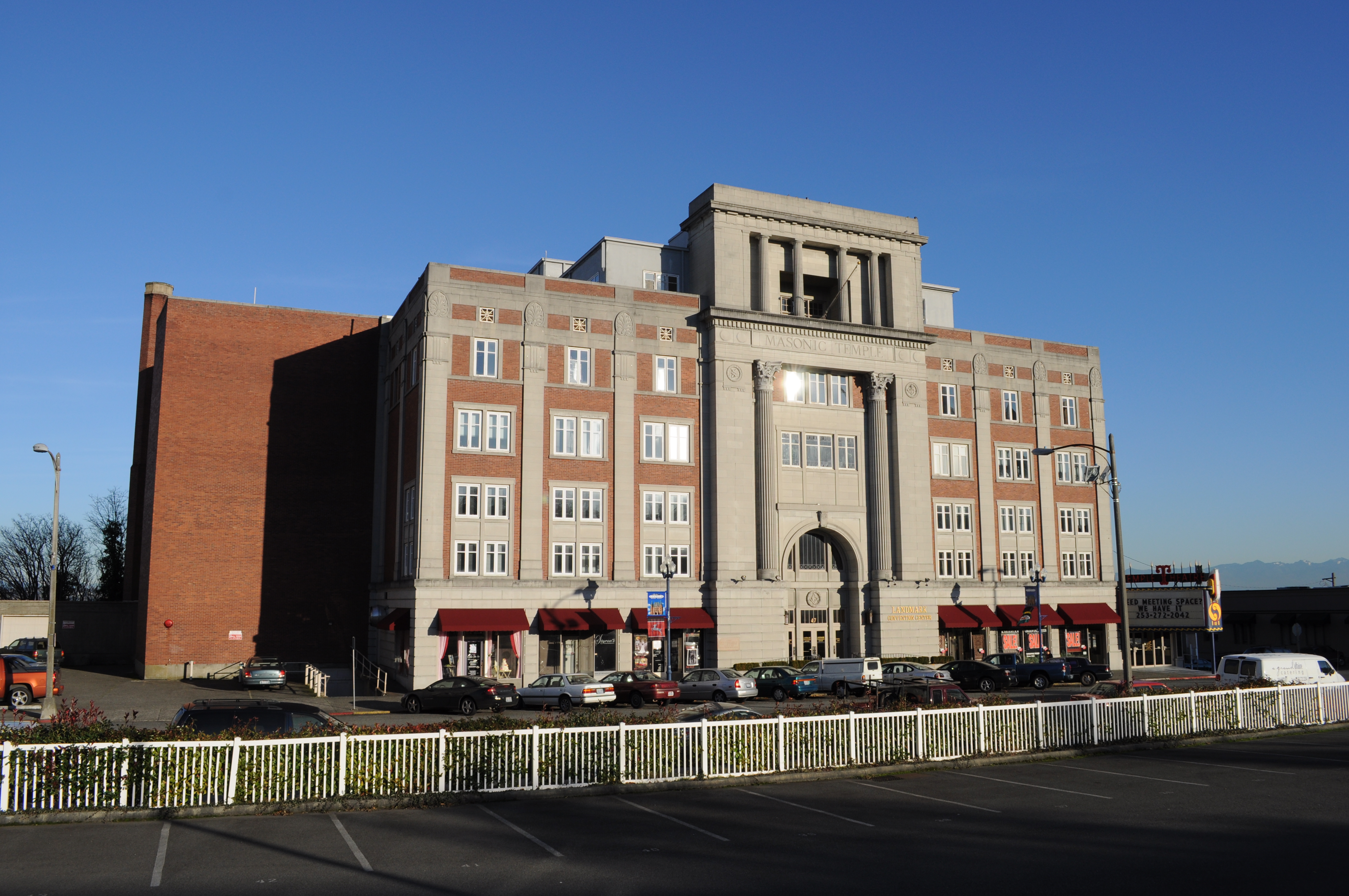
Temple Theater, miejsce gdzie zespół wystąpił 27 maja

Występy jakie Alice in Chains dawali w latach 1988–1989, trudno uznać za jednolitą trasę koncertową. Grupa grała klubowe występy pod różnymi nazwami, m.in. Alice N’ Chainz, Diamond Lie, The Fuck oraz Mothra and Fuck. Pomimo przyjęcia oficjalnej nazwy Alice in Chains, kwartet na plakatach często podpisywany był Diamond Lie. Koncerty objęły łącznie 36 miast w Ameryce Północnej. Zespół grał głównie w rodzinnym Seattle, jak i w rejonie stanu Waszyngton. Występy odbywały się przeważnie w lokalnych klubach. Plakaty mające na celu promocję trasy, wykonywała szkoła artystyczna The Art Institute of Seattle.
25 maja kwartet wystąpił w Central Tavern w Seattle, pełniąc rolę supportu dla Warrant. 4 września zespół ponownie wystąpił w Central Tavern, otwierając koncert Tora Tora. Podczas występów 8 i 10 września, Alice in Chains pełnili rolę supportu dla Mother Love Bone. 13 września kwartet otworzył występ w Paramount Theatre dla Danger Danger i Warrant. 11 grudnia muzycy wystąpili na Uniwersytecie Stanu Waszyngton w Pullman, grając dla około 450 osób. Była to jedyna taka impreza, podczas której władze uczelni udostępniły salę CUB Ballroom. Organizatorami występu byli Jason Alcott i Ken Cardwell. Ten ostatni poznał Alice in Chains podczas koncertu grupy Tora Tora, gdzie kapela z Seattle zagrała jako support. „Jakimś cudem skończyliśmy ten wieczór pijąc piwo. Powiedziałem im, że muszą zagrać u nas. Ostatnio nic się tam nie działo, a dzieciaki byłyby zachwycone mogąc zobaczyć ich na żywo” – wspominał sytuację Cardwell, który wymienił się z zespołem numerami telefonu, a wkrótce potem ogłosił występ kwartetu na uczelni. 29 grudnia grupa wzięła udział w imprezie KXRX 9 for the 90’s, która odbyła się w Paramount Theatre. Jako support wystąpiła formacja Love Battery. 18 stycznia 1990 zespół zaprezentował się w klubie Oz, gdzie pełnił rolę supportu dla glam metalowej kapeli Vain. Pierwotnie koncert ten był zaplanowany na 17 grudnia 1989, lecz został przełożony.

### Setlista
W programie koncertowym znalazły się utwory z promowanego albumu demo – The Treehouse Tapes, który został zarejestrowany w 1988, a także covery z repertuaru Davida Bowiego („Suffragette City”) i Hanoi Rocks („Taxi Driver”). Zespół prezentował niemalże całą część materiału, który znalazł się na wydanym 21 sierpnia 1990 debiutanckim albumie studyjnym Facelift.
Podczas trwania trasy, na koncertach zadebiutowały: „Bleed the Freak”, „Chemical Addiction” (11.11.1989), „Fairytale Love Story”, „I Can’t Remember”, „It Ain’t Like That” (27.12.1989), „Love, Hate, Love” (22.08.1989), „Man in the Box” (22.08.1989), „Put You Down” (22.08.1989), „Real Thing”, „Sea of Sorrow”, „Social Parasite”, „Suffragette City”, „Sunshine”, „Taxi Driver” i „We Die Young”. Utwory „I Can’t Have You Blues”, „Killing Yourself”, „King of Cats” i „Queen of the Rodeo”, swoje premiery miały w trakcie pierwszego występu zespołu, który odbył się 18 stycznia 1988 w Kane Hall na Uniwersytecie Waszyngtońskim.
| Setlista |
| --- |
| 1. „Real Thing” 2. „Killing Yourself” 3. „We Die Young” 4. „Sunshine” 5. „I Can’t Remember” 6. „Queen of the Rodeo” 7. „Sea of Sorrow” 8. „Put You Down” 9. „Social Parasite” 10. „Love, Hate, Love” 11. „I Can’t Have You Blues” Uwagi: - 11 lutego 1989 zespół, z gościnnym udziałem Andrew Wooda, wykonał kompozycję „Butt Sauce Baby”, która w 1990 ukazała się na albumie studyjnym Facelift pod nazwą „I Know Somethin’ (’Bout You)” z zupełnie innym tekstem. - Podczas koncertów w roli supportu, Alice in Chains prezentowali zestaw od dziewięciu do dziesięciu utworów, z uwagi na ograniczenia czasowe. - W ramach niektórych występów, zespół prezentował covery z repertuaru Davida Bowiego („Suffragette City”) i Hanoi Rocks („Taxi Driver”). - Na trasie nieregularnie grane były kompozycje: „Chemical Addiction”, „Fairytale Love Story”, „Man in the Box”, „Bleed the Freak” i „It Ain’t Like That”. |

### Support
Podczas pojedynczych koncertów, w roli supportu występowało wiele nowych zespołów, m.in. My Sister’s Machine, w skład którego wchodził były członek Alice N’ Chains, Nick Pollock.

- Bam Bam  (12 października 1989, Seattle)
- Bible Stud  (20 marca 1989, Seattle)
- Bitter End  (1 kwietnia 1989, Seattle)
- Black Is Black  (19 maja 1989, Seattle)
- Brother Speed  (20 marca 1989, Seattle)
- Cat Butt  (1 kwietnia 1989, Seattle)
- Daddy Hate Box  (14 lutego 1989, Seattle)
- Dead Flowers  (11 lutego 1989, Seattle)
- Electric Ballroom  (14 lutego 1989, Seattle)
- Hungry Crocodiles  (14 października 1989, Tacoma)
- Izabella’s Dream  (4 lipca 1989, Seattle)
- Love Battery  (29 grudnia 1989, Seattle)
- My Sister’s Machine  (30 listopada 1989, Seattle)
- Nasty Habitz  (24 marca 1989, Bothell)
- PD-2  (25 kwietnia 1989, Seattle)
- Shannon’s X  (25 kwietnia 1989, Seattle)
- Son of Man  (7 sierpnia, 11 listopada 1989, Seattle)
- Teacher’s Petz  (24 marca 1989, Bothell)
- The Garden  (22 sierpnia 1989, Seattle)
- The Purdins  (12 października 1989, Seattle)
- Tramp Alley  (19 maja 1989, Bellevue)
- War Babies  (15 lipca 1989, Bremerton, 22 września 1989, Seattle)
- Whiskey Fix  (19 maja 1989, Bellevue)

## Odbiór

### Krytyczny
Dziennikarz muzyczny Jeff Gilbert wspominał w 2009: „Alice in Chains – będący rewolucyjnym powiązaniem między grungem, hard rockiem i metalem – zaczynali jako zespół glam metalowy. I nie żartuję – chcieli być jak Poison. Kiedy wyprostowali długie włosy, założyli koszule flanelowe i buty Dr. Martens, zaczęto ich nazywać «Kindergarden», ponieważ próbowali naśladować Soundgarden”. „Dostawali oferty większych koncertów, ponieważ mieli szaleńcze powodzenie wśród damskiej części publiczności (…) Sean Kinney na żywo bardzo przypominał styl Bonhama”. Gitarzysta Bruce Fairweather wyznał: „Kiedy Mother Love Bone zaczynało organizować swoje pierwsze występy, graliśmy z nimi wspólnie pięć koncertów i byli pełnymi, gniewnymi glamowcami”.

## Daty i miejsca koncertów

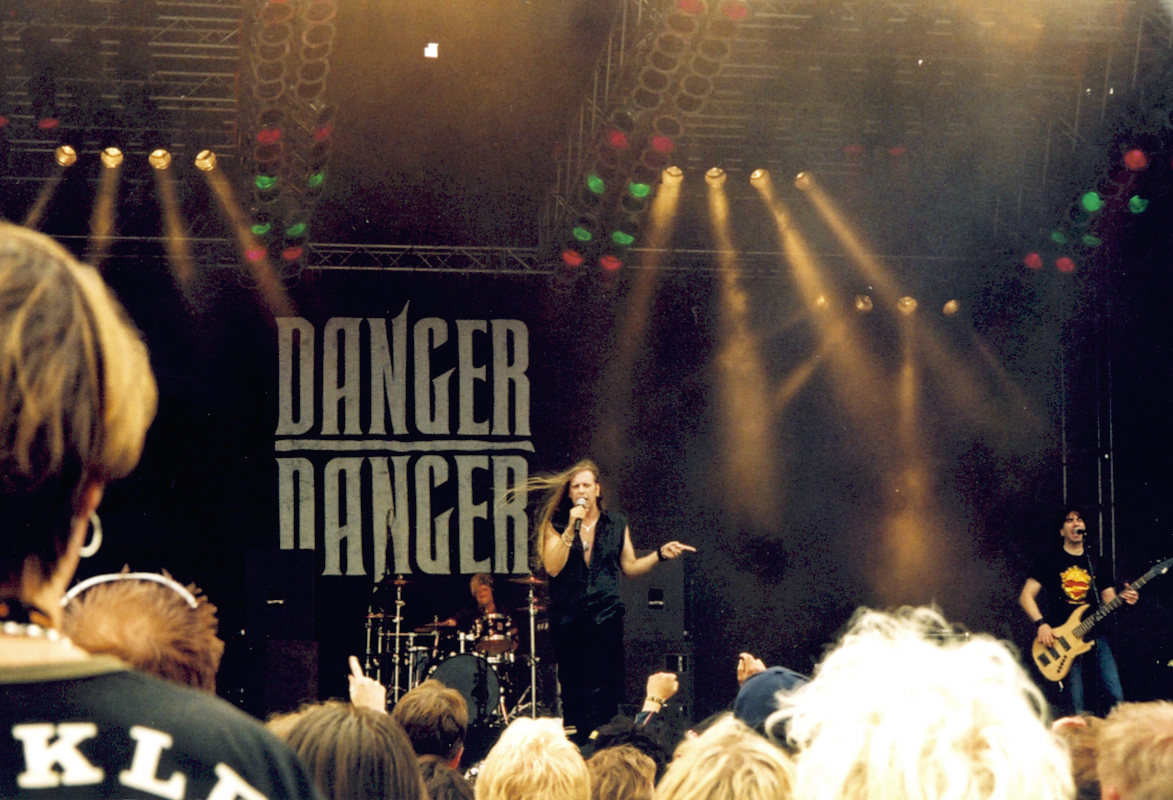
Alice in Chains występowali m.in. w roli supportu przed Danger Danger

| Data                 | Miasto        | Kraj              | Obiekt                   | Support                                | Wsparcie dla          |
| -------------------- | ------------- | ----------------- | ------------------------ | -------------------------------------- | --------------------- |
| Ameryka Północna     |               |                   |                          |                                        |                       |
| 10 lutego 1989       | Seattle       | Stany Zjednoczone | Central Tavern           | N/A                                    | N/A                   |
| 11 lutego 1989       | Seattle       | Stany Zjednoczone | Central Tavern           | Dead Flowers                           | Mother Love Bone      |
| 14 lutego 1989       | Seattle       | Stany Zjednoczone | Vogue                    | Daddy Hate Box Electric Ballroom       | N/A                   |
| 9 marca 1989         | Seattle       | Stany Zjednoczone | Central Tavern           | N/A                                    | N/A                   |
| 20 marca 1989        | Seattle       | Stany Zjednoczone | Hollywood Underground    | Bible Stud Brother Speed               | N/A                   |
| 24 marca 1989        | Bothell       | Stany Zjednoczone | Northshore Multi-Purpose | Nasti Habitz Teacher’s Petz            | N/A                   |
| 1 kwietnia 1989      | Seattle       | Stany Zjednoczone | Central Tavern           | Bitter End Cat Butt                    | N/A                   |
| 25 kwietnia 1989     | Seattle       | Stany Zjednoczone | Vogue                    | PD-2 Shannon's X                       | N/A                   |
| 4 maja 1989          | Seattle       | Stany Zjednoczone | Club Oz                  | N/A                                    | Mother Love Bone      |
| 19 maja 1989         | Bellevue      | Stany Zjednoczone | Bellevue VFW Hall        | Black Is Black Tramp Alley Whiskey Fix | N/A                   |
| 25 maja 1989         | Seattle       | Stany Zjednoczone | Central Tavern           | N/A                                    | Warrant               |
| 27 maja 1989         | Tacoma        | Stany Zjednoczone | Temple Theater           | N/A                                    | N/A                   |
| 2 lipca 1989         | Spokane       | Stany Zjednoczone | Spokane County Raceway   | N/A                                    | N/A                   |
| 4 lipca 1989         | Seattle       | Stany Zjednoczone | Vogue                    | Izabella’s Dream                       | N/A                   |
| 15 lipca 1989        | Bremerton     | Stany Zjednoczone | Natasha’s                | War Babies                             | N/A                   |
| 7 sierpnia 1989      | Seattle       | Stany Zjednoczone | Mural Amphitheatre       | Son of Man                             | N/A                   |
| 22 sierpnia 1989     | Seattle       | Stany Zjednoczone | Vogue                    | The Garden                             | N/A                   |
| 4 września 1989      | Seattle       | Stany Zjednoczone | Central Tavern           | N/A                                    | Tora Tora             |
| 8 września 1989      | San Francisco | Stany Zjednoczone | Full Moon Tavern         | N/A                                    | Mother Love Bone      |
| 10 września 1989     | San Jose      | Stany Zjednoczone | Cactus Club              | N/A                                    | Mother Love Bone      |
| 13 września 1989     | Seattle       | Stany Zjednoczone | Paramount Theatre        | N/A                                    | Danger Danger Warrant |
| 22 września 1989     | Seattle       | Stany Zjednoczone | Central Tavern           | War Babies                             | N/A                   |
| 12 października 1989 | Seattle       | Stany Zjednoczone | Club Oz                  | Bam Bam The Purdins                    | N/A                   |
| 14 października 1989 | Tacoma        | Stany Zjednoczone | Legends                  | Hungry Crocodiles                      | 24-7 Spyz             |
| 22 października 1989 | Seattle       | Stany Zjednoczone | Central Tavern           | N/A                                    | N/A                   |
| 24 października 1989 | Seattle       | Stany Zjednoczone | Paramount Theatre        | N/A                                    | Danger Danger Warrant |
| 31 października 1989 | Lynnwood      | Stany Zjednoczone | 99 Club                  | N/A                                    | N/A                   |
| 11 listopada 1989    | Seattle       | Stany Zjednoczone | Central Tavern           | Son of Man                             | N/A                   |
| 30 listopada 1989    | Seattle       | Stany Zjednoczone | Backstage                | My Sister’s Machine                    | N/A                   |
| 1 grudnia 1989       | Pullman       | Stany Zjednoczone | CUB Ballroom             | N/A                                    | N/A                   |
| 9 grudnia 1989       | Seattle       | Stany Zjednoczone | Backstage                | N/A                                    | N/A                   |
| 27 grudnia 1989      | Concrete      | Stany Zjednoczone | Stone Pub                | N/A                                    | N/A                   |
| 29 grudnia 1989      | Seattle       | Stany Zjednoczone | Paramount Theatre        | Love Battery                           | N/A                   |
| 3 stycznia 1990      | Seattle       | Stany Zjednoczone | Vogue                    | N/A                                    | N/A                   |
| 6 stycznia 1990      | Seattle       | Stany Zjednoczone | Central Tavern           | N/A                                    | N/A                   |
| 18 stycznia 1990     | Seattle       | Stany Zjednoczone | Club Oz                  | N/A                                    | Vain                  |

### Występy odwołane
| 17 grudnia 1989 | Seattle, Stany Zjednoczone | Club Oz | Koncert przeniesiony na 18 stycznia 1990 |

## Skład
Alice in Chains
- Layne Staley – śpiew
- Jerry Cantrell – gitara, wokal wspierający
- Mike Starr – gitara basowa, wokal wspierający
- Sean Kinney – perkusja

Gościnnie
- Andrew Wood – śpiew w utworze „Butt Sauce Baby”  (11 lutego 1989)

Pozostali
- A&R: Nick Terzo (od 1990)
- Management: Kelly Curtis, Susan Silver (od 1990)
- Projekt, wykonanie plakatów: The Art Institute of Seattle